# 伦掌镇
伦掌镇，是中华人民共和国河南省安陽市安阳县下辖的一个乡镇级行政单位。

## 行政区划
伦掌镇下辖以下地区：
伦掌村、西柏涧村、东柏涧村、杜家岗村、北孟村、南孟村、康王坟村、李家村、南崖村、牛河村、众乐村、东岗村、当中岗村、孙家岗村、谷驼村、田炉村、焦坟村、李炉村、许炉村、李辛庄村、何坟村、大涧村和小涧村。